# O Terno (álbum)
| Críticas profissionais | Críticas profissionais |
| Avaliações da crítica  | Avaliações da crítica  |
| Fonte                  | Avaliação              |
| ---------------------- | ---------------------- |
| Monkeybuzz             | [ 1 ]                  |

O Terno foi o segundo álbum do da banda paulista O Terno. Foi lançado em 2014 nos formatos de CD, LP e download gratuito na internet. O disco apresenta 12 faixas de autoria própria, que somam aproximadamente 43 minutos de reprodução. O disco foi lançado pelo Selo Risco.

## Faixas

### Lado A
| N.º | Título                          | Compositor(es)                   | Duração |  |
| 1.  | "Bote ao Contrário"             | Martim Bernardes                 | 2:37    |  |
| 2.  | "O Cinza"                       | Martim Bernardes e Victor Chaves | 3:24    |  |
| 3.  | "Ai, Ai, Como eu me Iludo"      | Martim Bernardes                 | 3:38    |  |
| 4.  | "Quando Estamos Todos Dormindo" | Martim Bernardes                 | 3:36    |  |
| 5.  | "Eu Confesso"                   | Martim Bernardes                 | 2:53    |  |
| 6.  | "Brazil"                        | Martim Bernardes                 | 3:57    |  |
| 7.  | "Pela Metade"                   | Martim Bernardes                 | 1:32    |  |

### Lado B
| N.º | Título                   | Compositor(es)   | Duração |  |
| 1.  | "Vanguarda?"             | Martim Bernardes | 4:11    |  |
| 2.  | "Quando Eu Me Aposentar" | Martim Bernardes | 3:19    |  |
| 3.  | "Medo do Medo"           | Martim Bernardes | 5:23    |  |
| 4.  | "Eu Vou Ter Saudades"    | Martim Bernardes | 3:30    |  |
| 5.  | "Desaparecido"           | Martim Bernardes | 4:37    |  |

## Ficha Técnica
- O Terno:
  - Martim Bernardes: Guitarra, voz, efeitos, coros, piano e órgão
  - Guilherme d'Almeida: Baixo e efeitos
  - Victor Chaves: Bateria, pandeirola e efeitos

- Participações especiais:
  - Pedro Pelotas - Órgão Hammond em "Ai, Ai, Como eu me Iludo" e "Eu Vou Ter Saudades".
  - Luiz Chagas - Lap Steel em "Eu Vou Ter Saudades".
  - Marcelo Jeneci - Órgão Saema em "Quando Estamos Todos Dormindo".
  - Tom Zé - Voz em "Medo do Medo".
  - André Vac - Rabeca em "Desaparecido".
  - Gabriel Milliet - Sax e Flautas em "Desaparecido".
  - Gabriel Basile - "Selva" em "Brazil".